# Seznam ryb Severního moře
V Severním moři žije přes 200 druhů ryb, které jsou v následujícím seznamu uvedeny. Je zde uvedeno zhruba 40 paryb, 3 bezčelistnatí, zbytek jsou ryby z nadřádu kostnatých.
Pobřežní oblasti obývají především mladí platýsi a tresky. V mělkých vodách pelagiálu v hloubce mezi 10 a 100 metry žijí sleď obecný, šprot obecný, makrela obecná, treska tmavá, treska Esmarkova a kranas obecný, v bentopelagiálu (na volném moři ale blízko mořského dna) žije treska obecná, treska skvrnitá, treska bezvousá, smačci a ostroun obecný. Mezi ryby žijící vysloveně při dně patří platýsi, ďas mořský, vlkouš obecný, štíníci a rejnoci. Hlubokomořské ryby žijí jen v severní části Severního moře při okraji kontinentálního šelfu a v Norském příkopu, například slimule Vahlova, stříbrnáč Olfersův, Myctophidae, hlavoun tuponosý a mník bělolemý. Významnou složkou potravy ryb jsou klanonožci Calanus finmarchicus a Temora longicornis, kteří v zooplanktonu převládají.

## Bezčelistní

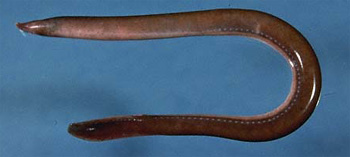
sliznatka cizopasná

- sliznatka cizopasná (Myxine glutinosa)
- mihule říční (Lampetra fluviatilis)
- mihule mořská (Petromyzon marinus)

## Paryby

### Chiméry
- chiméra podivná (Chimaera monstrosa)

### Žraloci

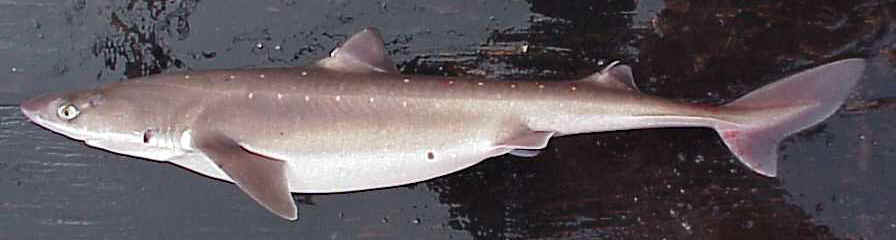
ostroun obecný

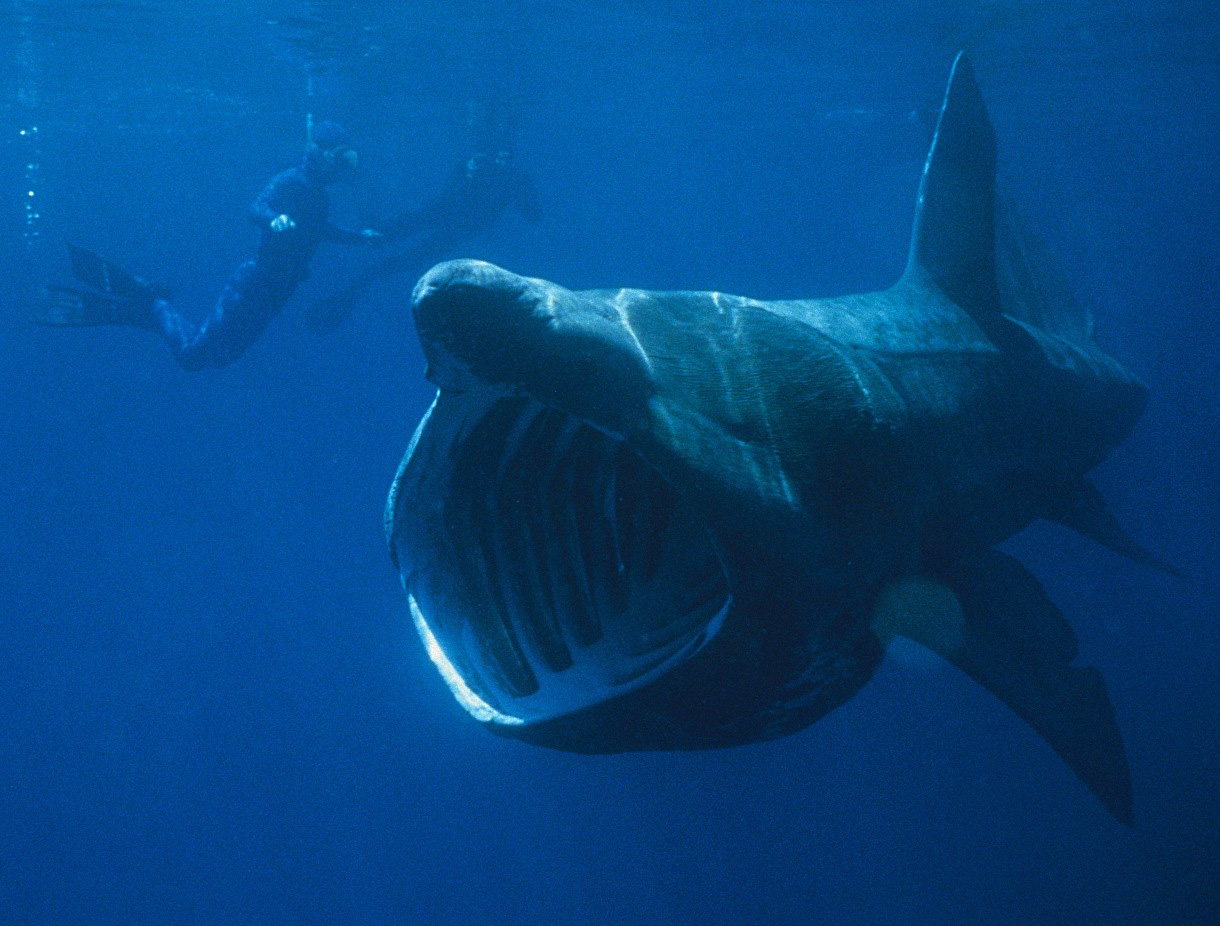
žralok veliký

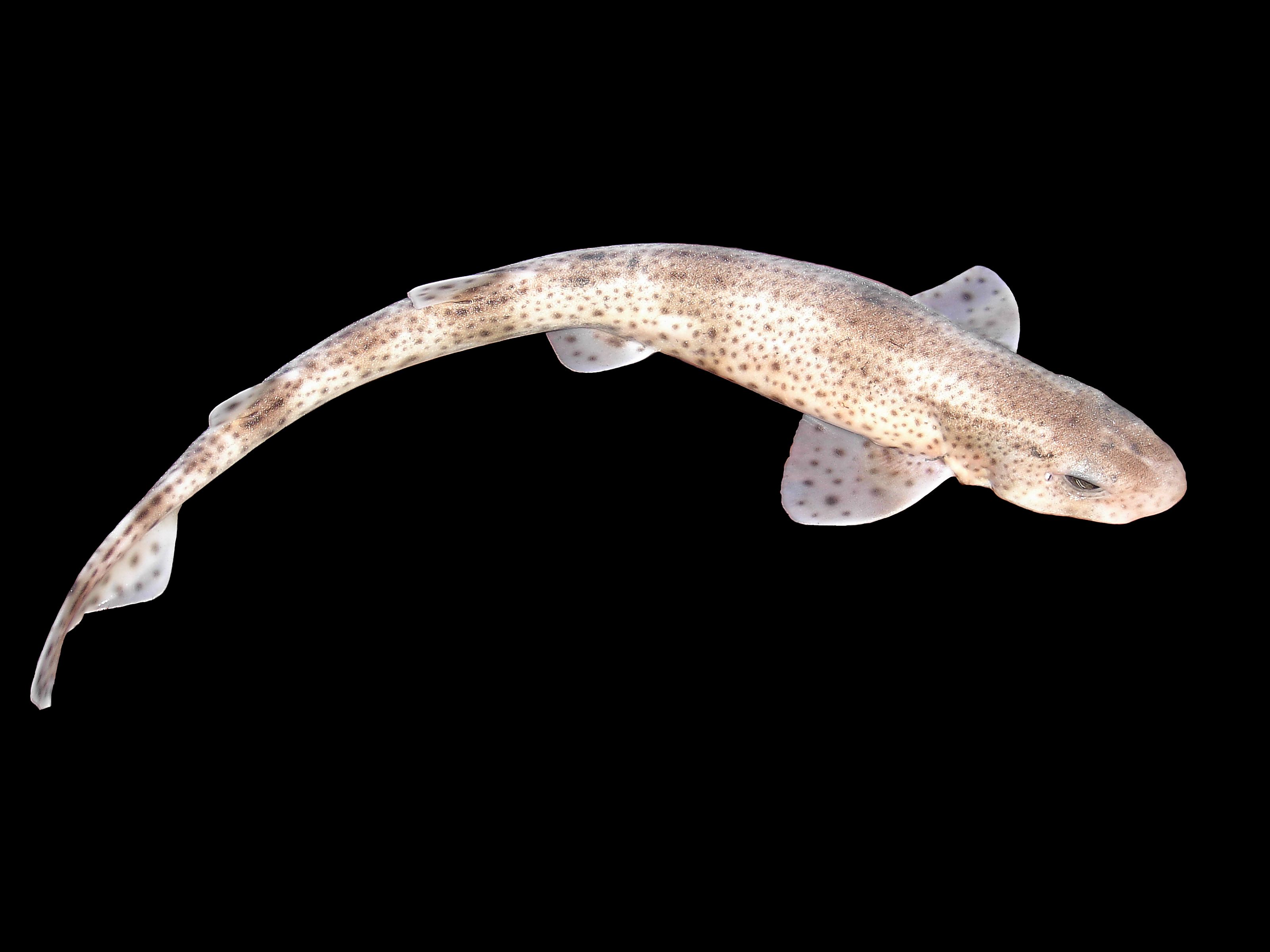
máčka skvrnitá

- světloun bělooký (Centroscymnus coelolepis)
- bezkýlovec listošupinatý (Centrophorus squamosus)
- světloun dlouhonosý (Centroselachus crepidater)
- světloun Bonnaterrův (Dalatias licha)
- bezkýlovec lopatonosý (Deania calcea)
- žralok trnitý (Echinorhinus brucus)
- světloun velký (Etmopterus princeps)
- světloun trnitý (Etmopterus spinax)
- žralok šedý (Hexanchus griseus)
- světloun ostnatý (Oxynotus centrina), vzácně v severním Severním moři a v Skagerraku.
- žralok malohlavý (Somniosus microcephalus), host v severní části Severního moře a Skagerraku.
- ostroun obecný (Squalus acanthias)
- polorejnok křídlatý (Squatina squatina)
- liškoun obecný (Alopias vulpinus)
- žralok veliký (Cetorhinus maximus)
- psohlav obecný (Galeorhinus galeus)
- máčka černoústá (Galeus melastomus)
- žralok sleďový (Lamna nasus)
- hladkoun hvězdnatý (Mustelus asterias)
- hladkoun obecný (Mustelus mustelus)
- žralok modrý (Prionace glauca), pravidelný letní host.
- máčka skvrnitá (Scyliorhinus canicula)
- máčka velkoskvrná (Scyliorhinus stellaris)

### Rejnoci

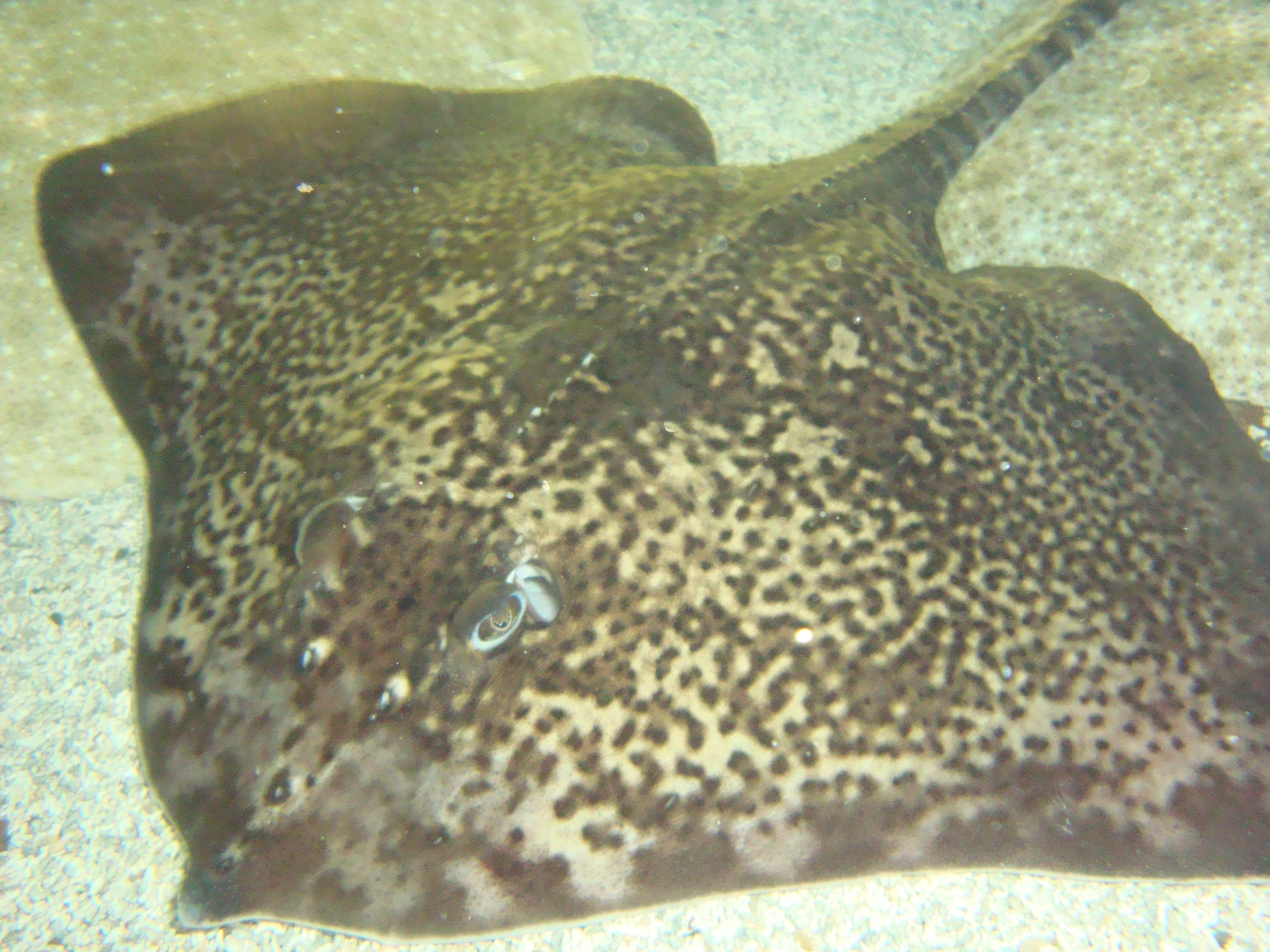
rejnok ostnatý

- parejnok elektrický (Torpedo marmorata)
- parejnok atlantský (Torpedo nobiliana)
- rejnok hvězdnatý (Amblyraja radiata)
- trnucha obecná (Dasyatis pastinaca)
- rejnok hladký (Dipturus batis)
- rejnok severní (Dipturus linteus)
- rejnok norský (Dipturus nidarosiensis), Norský příkop.
- rejnok ostronosý (Dipturus oxyrinchus)
- rejnok kruhový (Leucoraja circularis)
- rejnok zrnitý (Leucoraja fullonica)
- rejnok dvouskvrnný (Leucoraja naevus)
- trnucha fialová (Pteroplatytrygon violacea)
- rejnok krátkoocasý (Raja brachyura), host.
- rejnok ostnatý (Raja clavata)
- rejnok skvrnitý (Raja montagui)
- rejnok listový (Rajella fyllae), Norský příkop.
- siba deskozubá (Myliobatis aquila)

## Kostnatí

### Chrupavčití
- jeseter velký (Acipenser sturio)

### Holobřiší
- úhoř říční (Anguilla anguilla)
- úhořovec mořský (Conger conger)

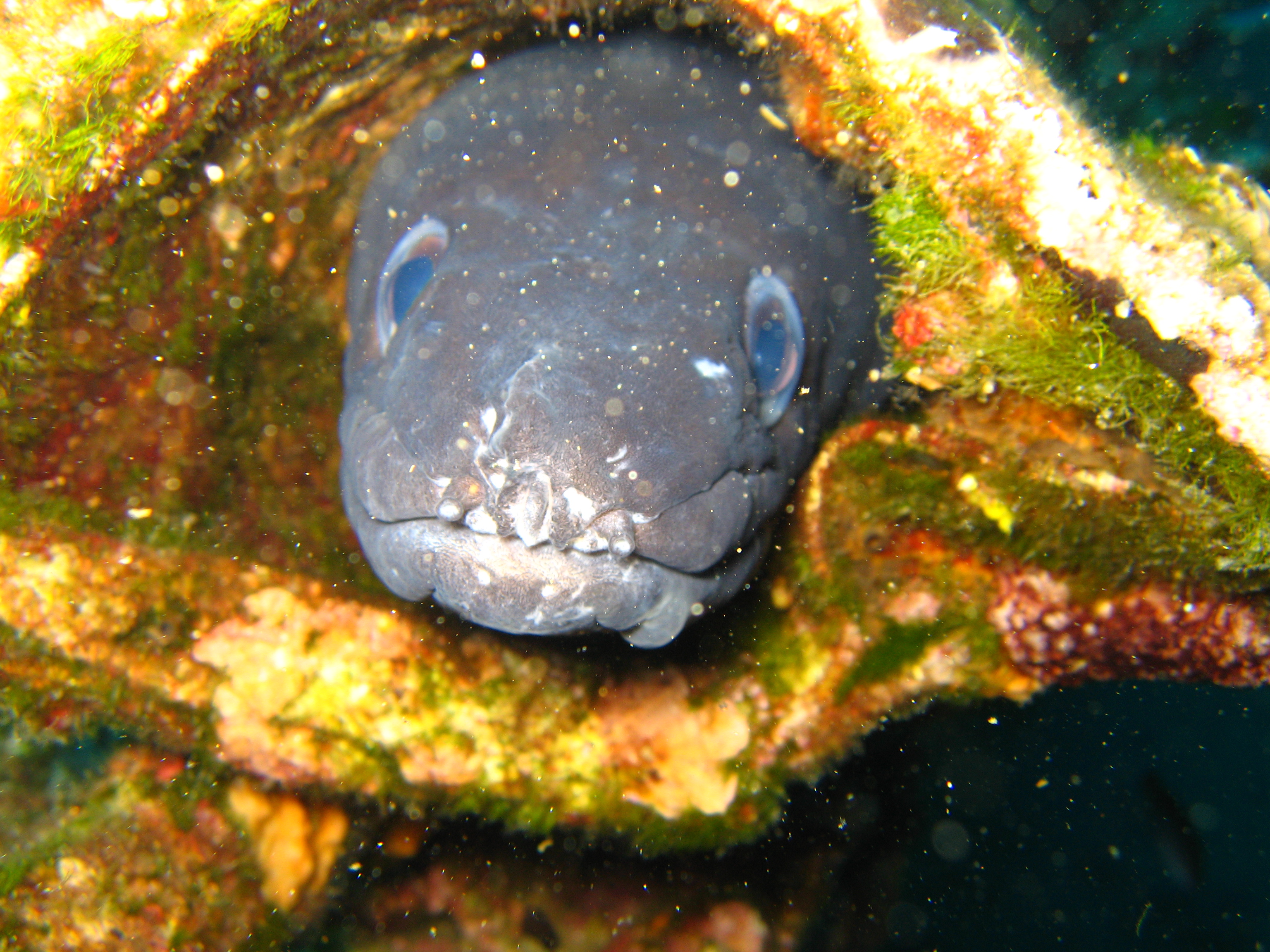
úhořovec mořský

- úhořovka zobákovitá (Nemichthys scolopaceus), Norský příkop a Skagerrak.

### Bezostní
- placka pomořanská (Alosa alosa)
- placka skvrnitá (Alosa fallax)
- sleď obecný (Clupea harengus)

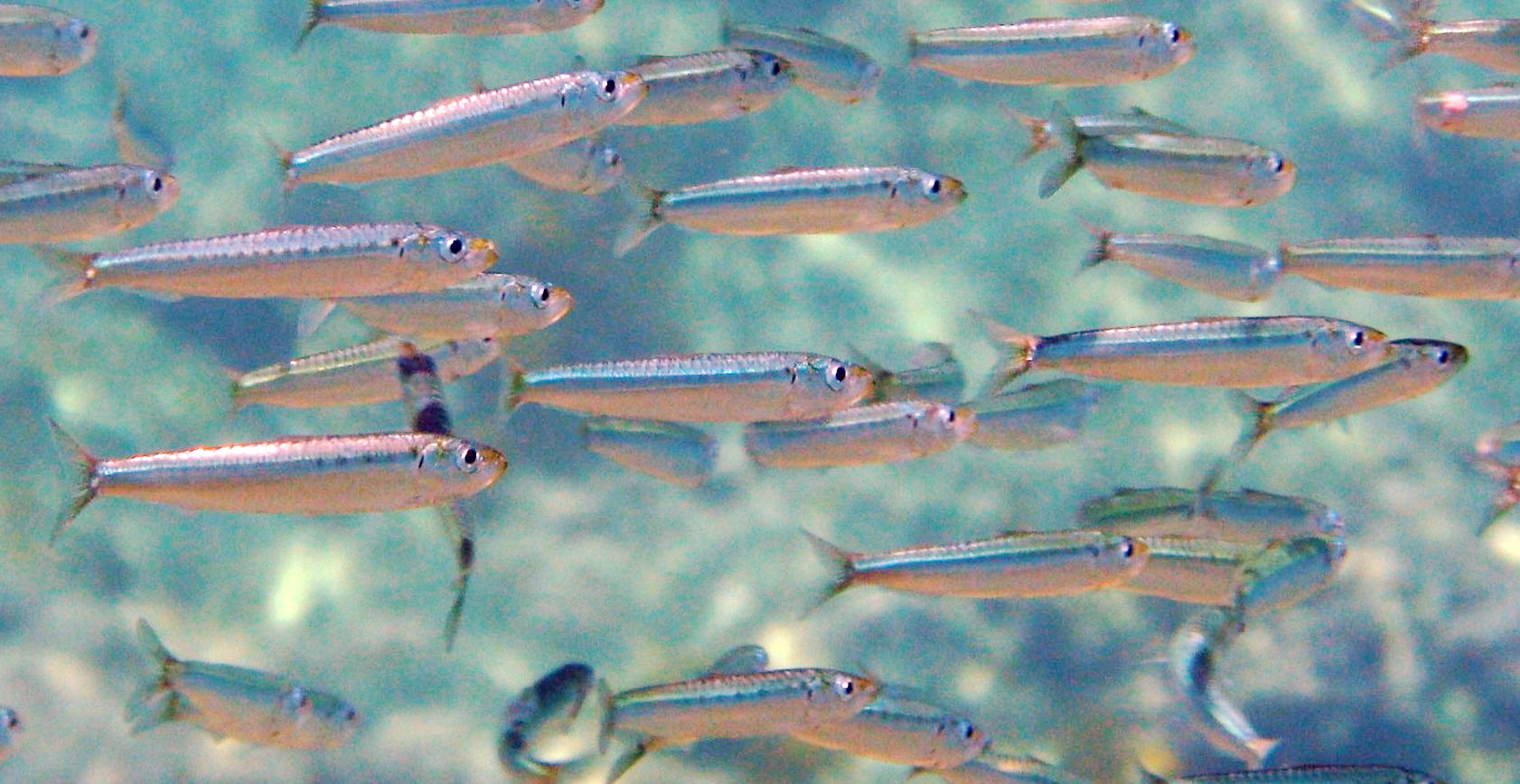
sardinka obecná

- sardel obecná (Engraulis encrasicolus)
- sardinka obecná (Sardina pilchardus)
- šprot obecný (Sprattus sprattus)

### Lososotvárníastříbnicotvaří
- stříbrnice atlantská (Argentina silus)
- stříbrnice evropská (Argentina sphyraena)
- síh špičatorypý (Coregonus oxyrinchus)†
- losos obecný (Salmo salar)
- pstruh obecný mořský (Salmo trutta trutta)
- siven severní (Salvelinus alpinus)
- huňáček severní (Mallotus villosus)
- koruška evropská (Osmerus eperlanus)

### Velkoústí
- stříbrnáč Olfersův (Argyropelecus olfersii), Norský příkop a Skagerrak.
- stříbrník Müllerův (Maurolicus muelleri)

### Jinožábří
- barakudina stuhovitá (Arctozenus risso)
- barakudina síhovitá (Paralepis coregonoides)

### Hlubinovky
- lampovník severský (Benthosema glaciale), Norský příkop.
- lampovník tečkovaný (Myctophum punctatum), Norský příkop.
- skopelus Kroyerův (Notoscopelus kroyeri), Norský příkop.
- lampovníček arktický (Protomyctophum arcticum), Norský příkop.

### Hrdloploutvíapilobřiši
- pilobřich ostnitý (Zeus faber)

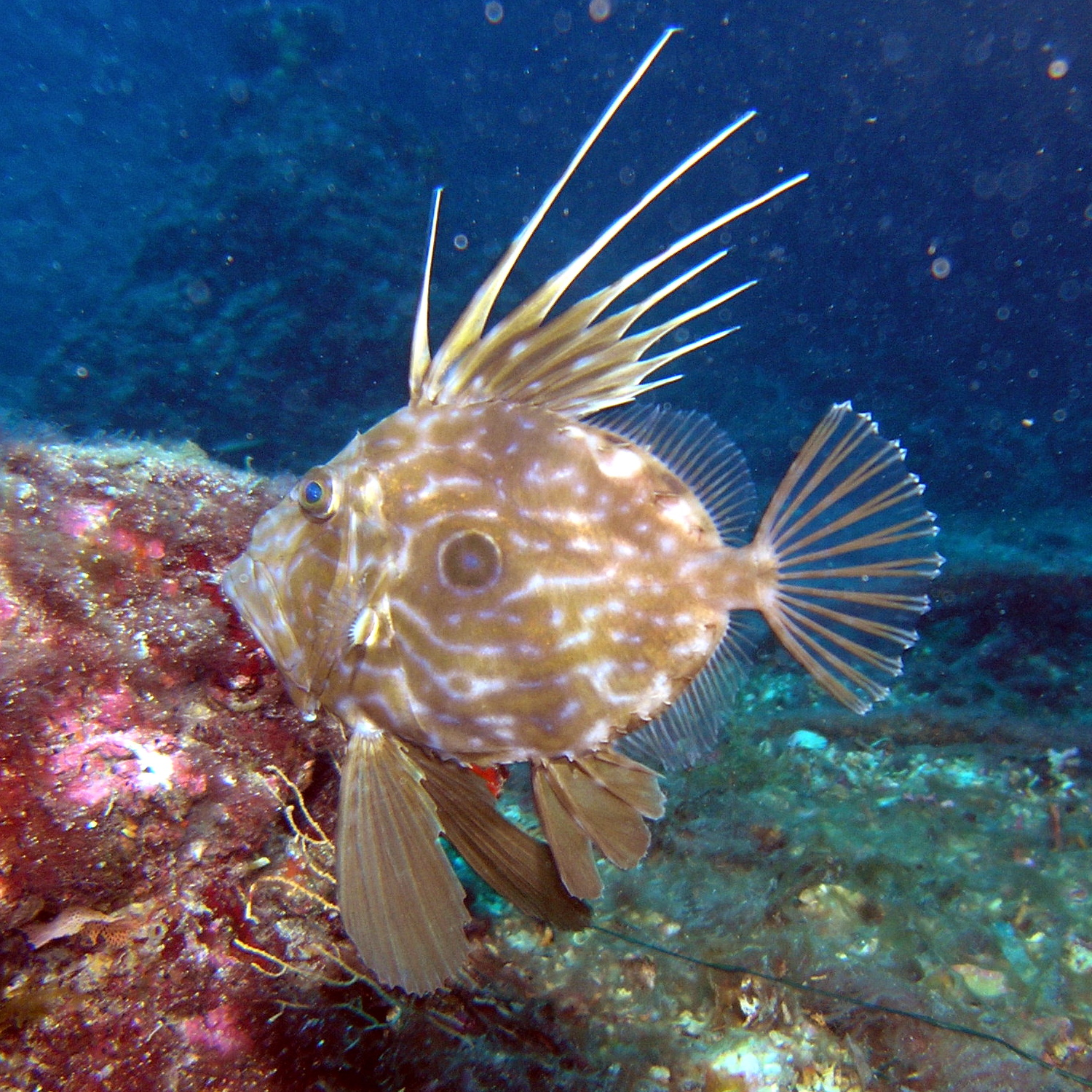
pilobřich ostnitý

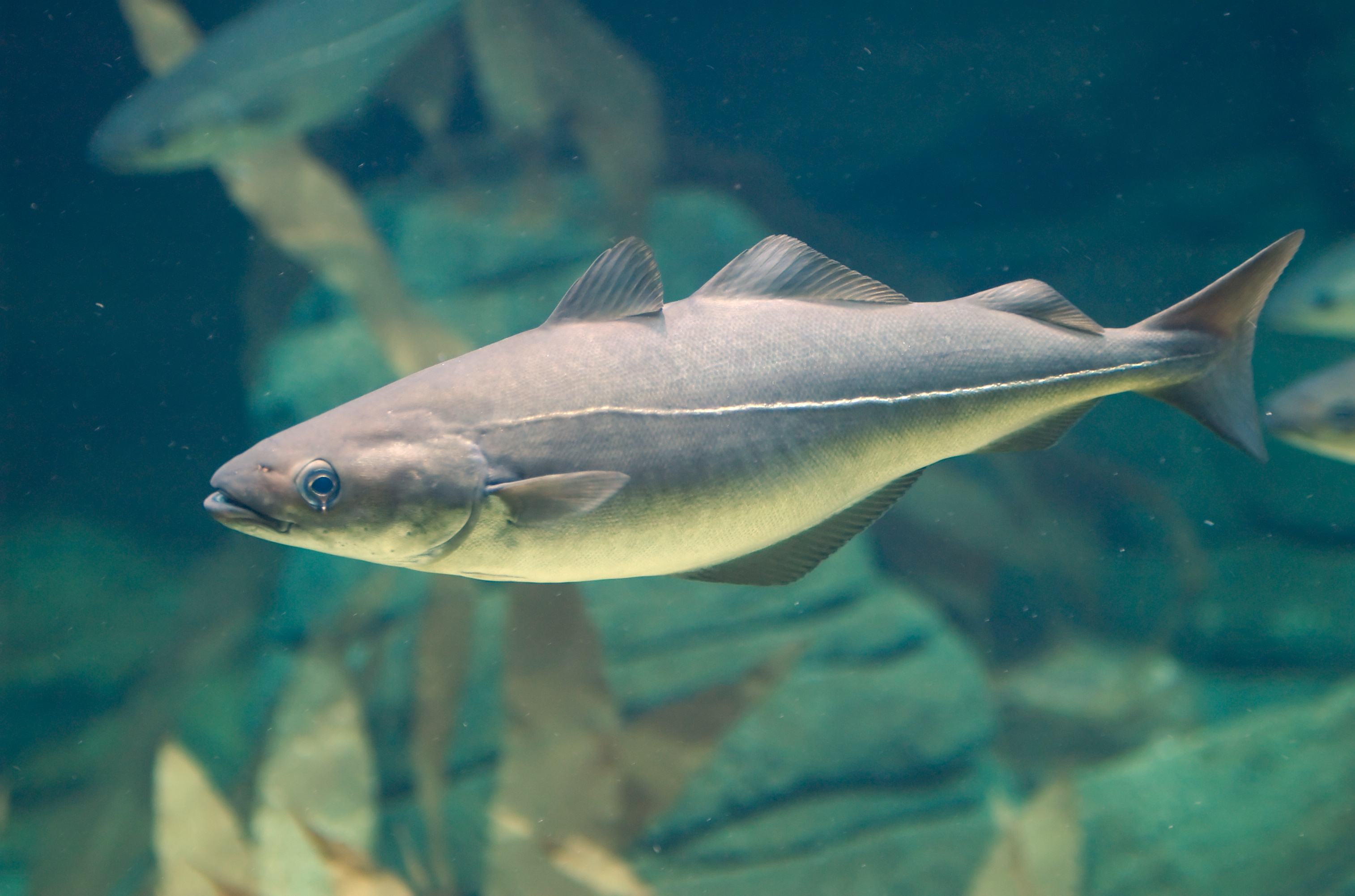
treska tmavá

- treska nejmenší (Gadiculus argenteus)
- treska obecná (Gadus morhua)
- treska skvrnitá (Melanogrammus aeglefinus)
- treska merlang (Merlangius merlangus)
- treska modravá (Micromesistius poutassou)
- treska polak (Pollachius pollachius)
- treska tmavá (Pollachius virens)
- treska žabohlavá (Raniceps raninus)
- treska Esmarkova (Trisopterus esmarkii)
- treska světlá (Trisopterus luscus)
- treska středozemní (Trisopterus minutus)
- mník bělolemý (Brosme brosme)
- mník pětivousý (Ciliata mustela)
- mník severní (Ciliata septentrionalis)
- mník čtyřvousý (Enchelyopus cimbrius)
- mník středomořský (Gaidropsarus mediterraneus)
- mník trojvousý (Gaidropsarus vulgaris)
- mník modrý (Molva dypterygia)
- mník mořský (Molva molva)
- hlavoun tuponosý (Coryphaenoides rupestris), Norský příkop a Skagerrak.
- štikozubec obecný (Merluccius merluccius)
- mníkovec velký (Phycis blennoides)

### Leskyňovci
- leskyně skvrnitá (Lampris guttatus)
- hlístoun červenohřívý (Regalecus glesne), host.
- nahobřich severní (Trachipterus arcticus)

### Ďasové

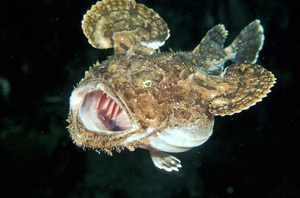
ďas mořský

- ďas černobřichý (Lophius budegassa)
- ďas mořský (Lophius piscatorius)

### Cípalové
- cípal pyskatý (Chelon labrosus)
- cípal zlatý (Liza aurata)
- cípal evropský (Liza ramada)

### Gavúniajehlice

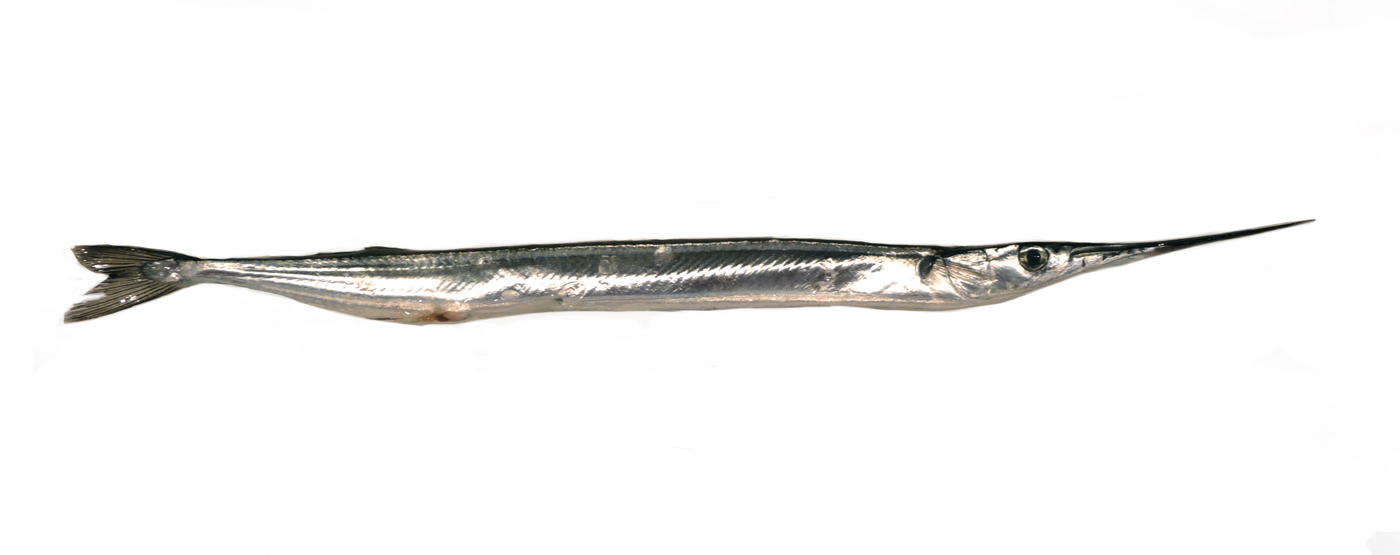
jehlice rohozobá

- gavún štíhlý (Atherina boyeri), jen na části nizozemského pobřeží.
- gavún písečný (Atherina presbyter)
- jehlice rohozobá (Belone belone)
- rohoretka ještěří (Scomberesox saurus)
- letoun středomořský (Cheilopogon heterurus), host.

### Volnoostní

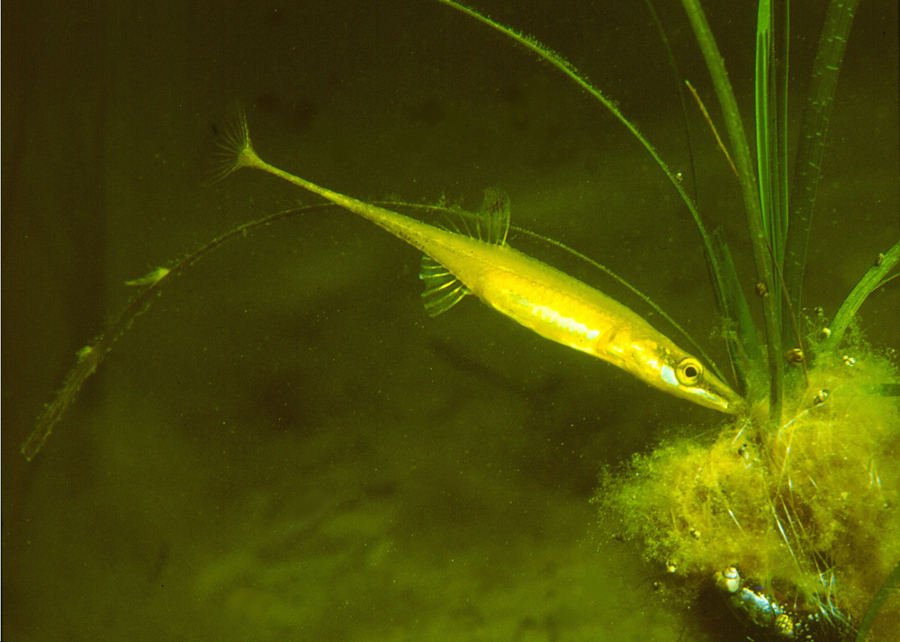
koljuška patnáctiostná

- koljuška tříostná (Gasterosteus aculeatus)
- koljuška patnáctiostná (Spinachia spinachia)
- špičatka obecná (Macroramphosus scolopax)
- jehla velká (Entelurus aequoreus)
- jehla červovitá (Nerophis lumbriciformis)
- jehla zelenavá (Nerophis ophidion)
- jehla hranatá (Syngnathus acus)
- jehla zobánkatá (Syngnathus rostellatus)
- jehla mořská (Syngnathus typhle)
- koníček obecný (Hippocampus hippocampus)
- koníček  (Hippocampus brevirostris)

### Ropušnicotvární

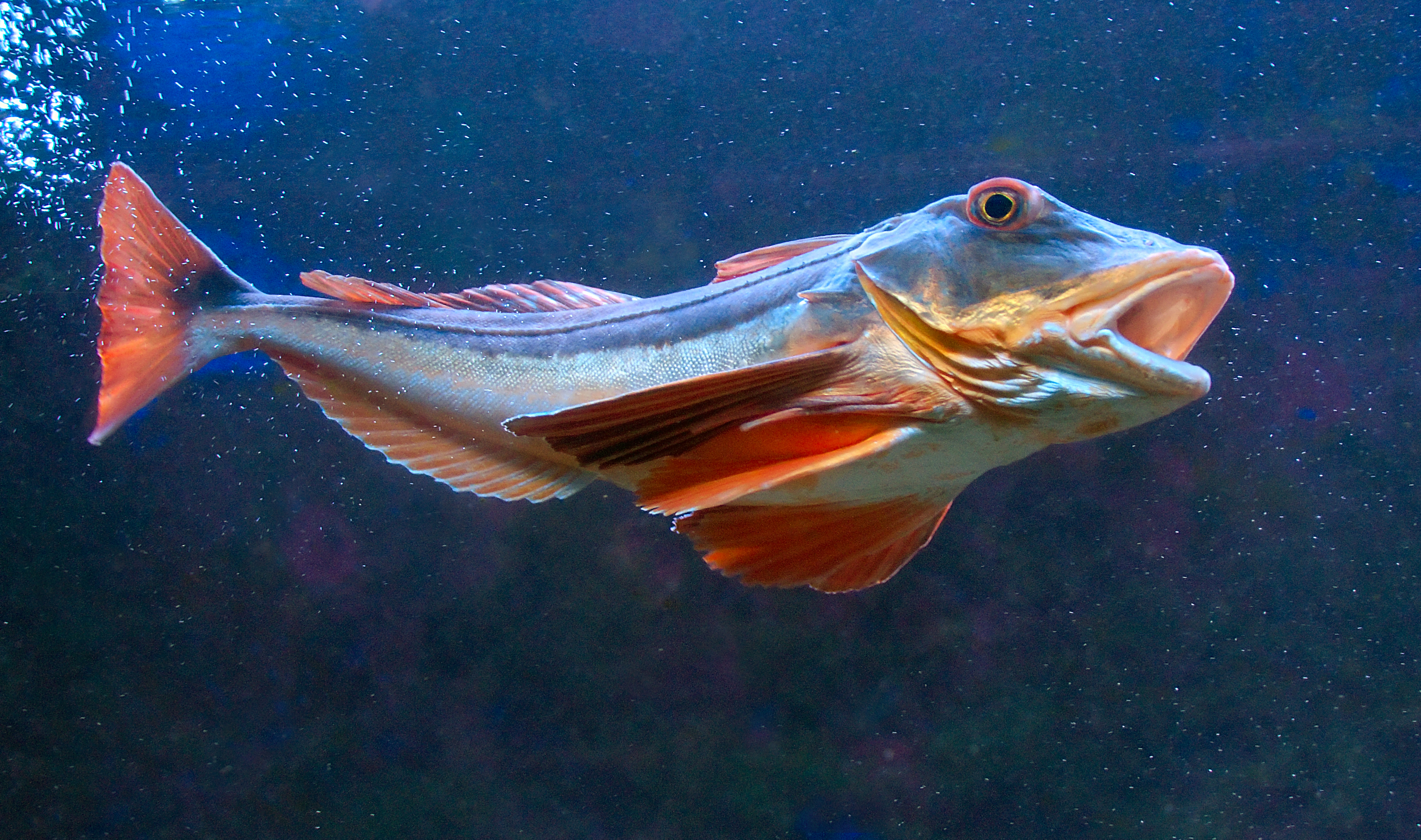
štítník červený

- okouník modroústý (Helicolenus dactylopterus)
- okouník mořský (Sebastes marinus)
- okouník bradatý (Sebastes mentella)
- okouník živorodý (Sebastes viviparus)
- štítník kukaččí (Aspitrigla cuculus)
- štítník červený (Chelidonichthys lucerna)
- štítník šedý (Eutrigla gurnardus)
- štítník východoatlantský (Trigla lyra)
- štítník žíhaný (Trigloporus lastoviza)

### Cottoidei

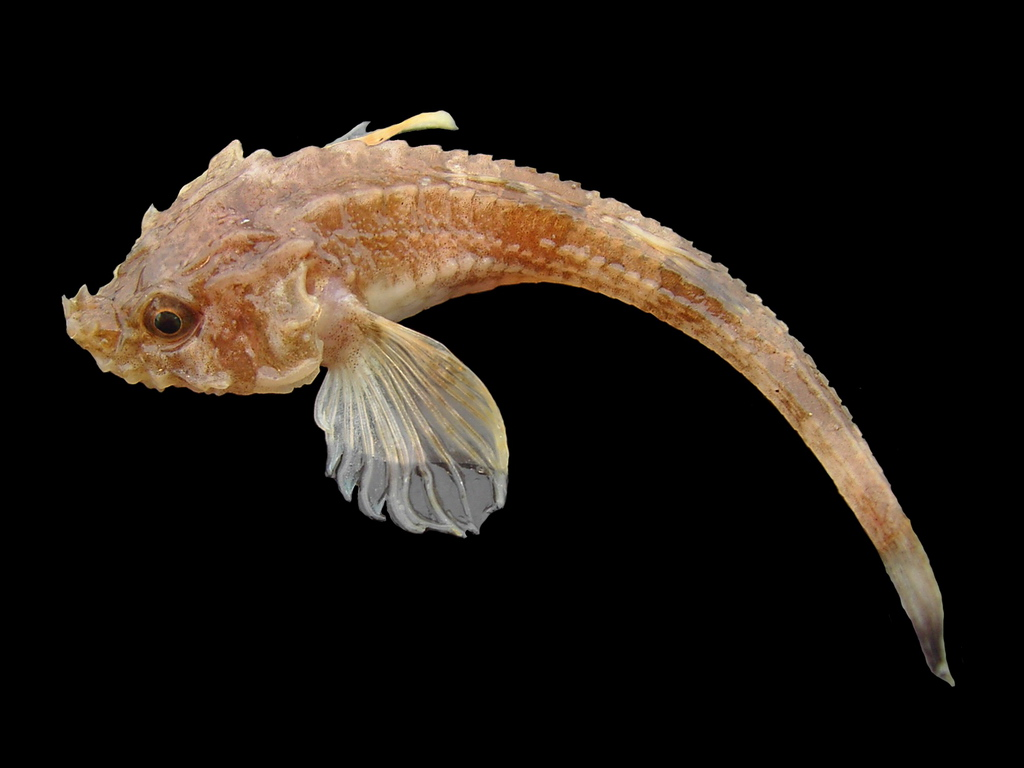
broník obrněný

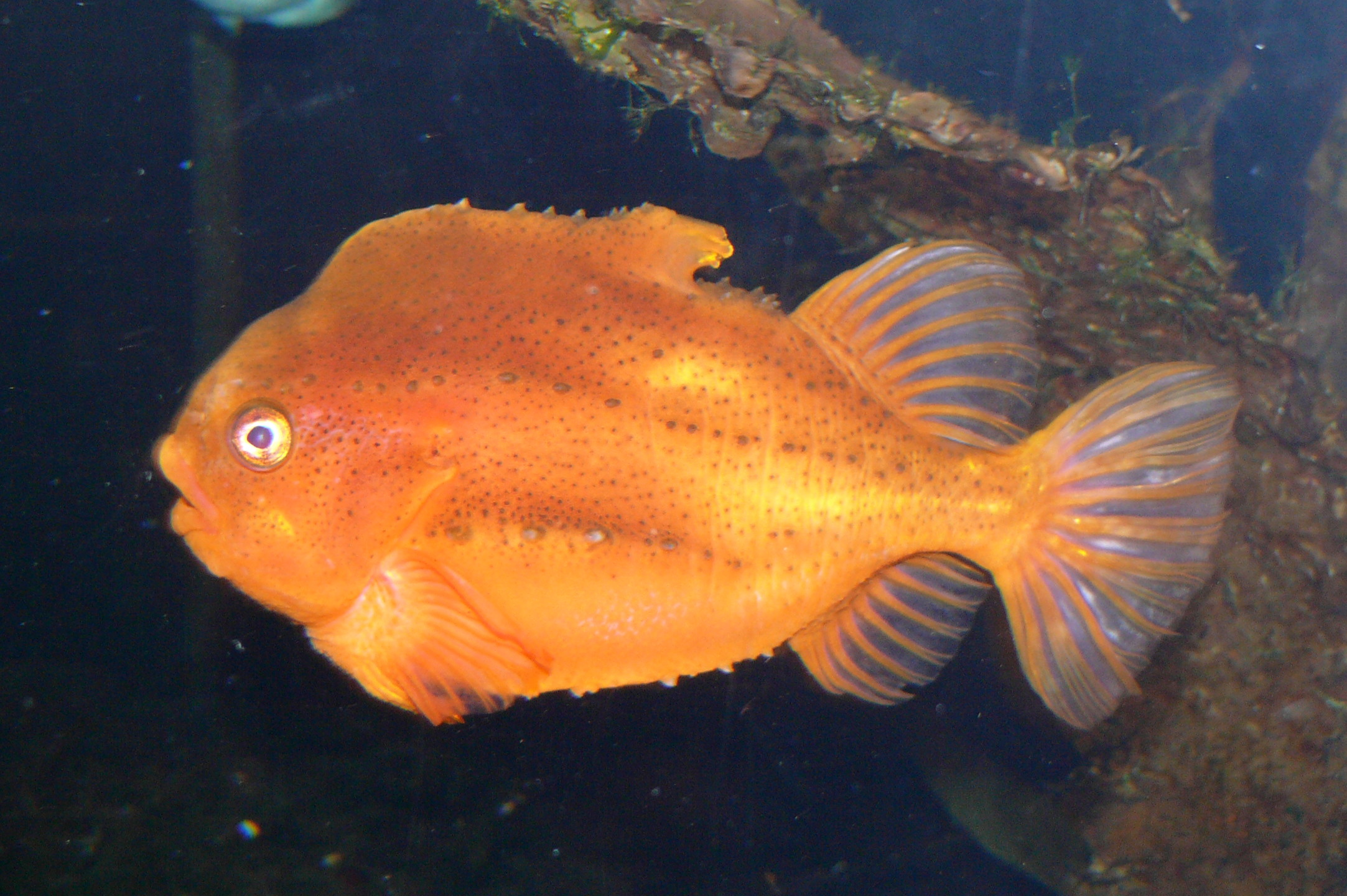
hranáč šedý

- broník obrněný (Agonus cataphractus)
- vranka atlantská (Artediellus atlanticus)
- vranka dvourohá (Icelus bicornis), Norský příkop.
- vranka norská (Micrenophrys lilljeborgii)
- vranka mořská (Myoxocephalus scorpius)
- vranka buvolí (Taurulus bubalis)
- vranka Murrayova (Triglops murrayi)
- hranáč šedý (Cyclopterus lumpus)
- terčovník Reinhardtův (Careproctus reinhardti)
- terčovka velká (Liparis liparis )
- terčovka malá (Liparis montagui)
- ostnohřbetník příčnopruhý (Chirolophis ascanii)
- ostnohřbetník skvrněný (Leptoclinus maculatus)
- ostnohřbetník hadovitý (Lumpenus lampretaeformis)
- mečitka štíhlá (Pholis gunnellus)
- slimule Vahlova (Lycodes vahlii)
- slimule živorodá (Zoarces viviparus)

### Percoidei
- pražma obecná (Brama brama)

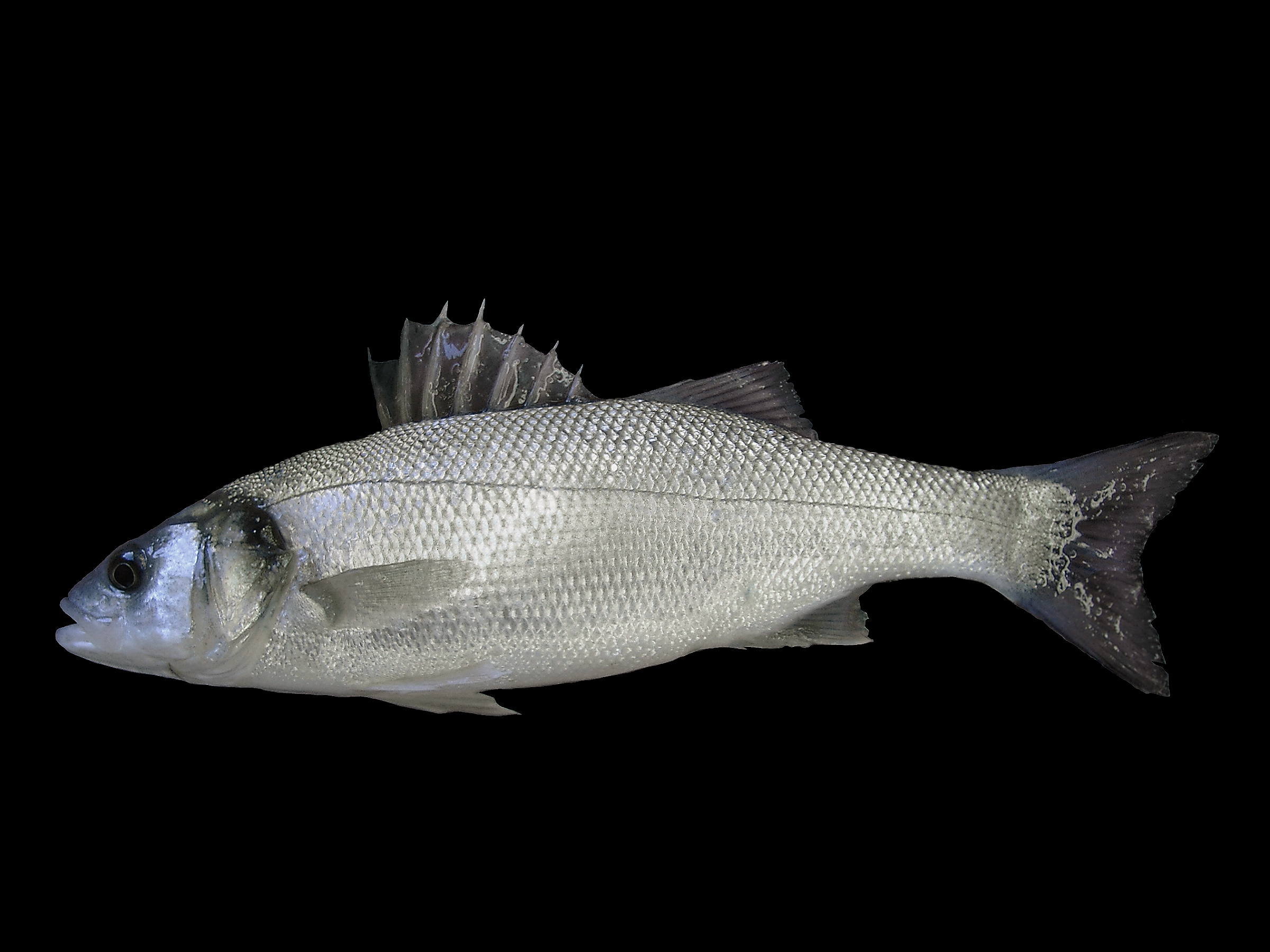
mořčák evropský

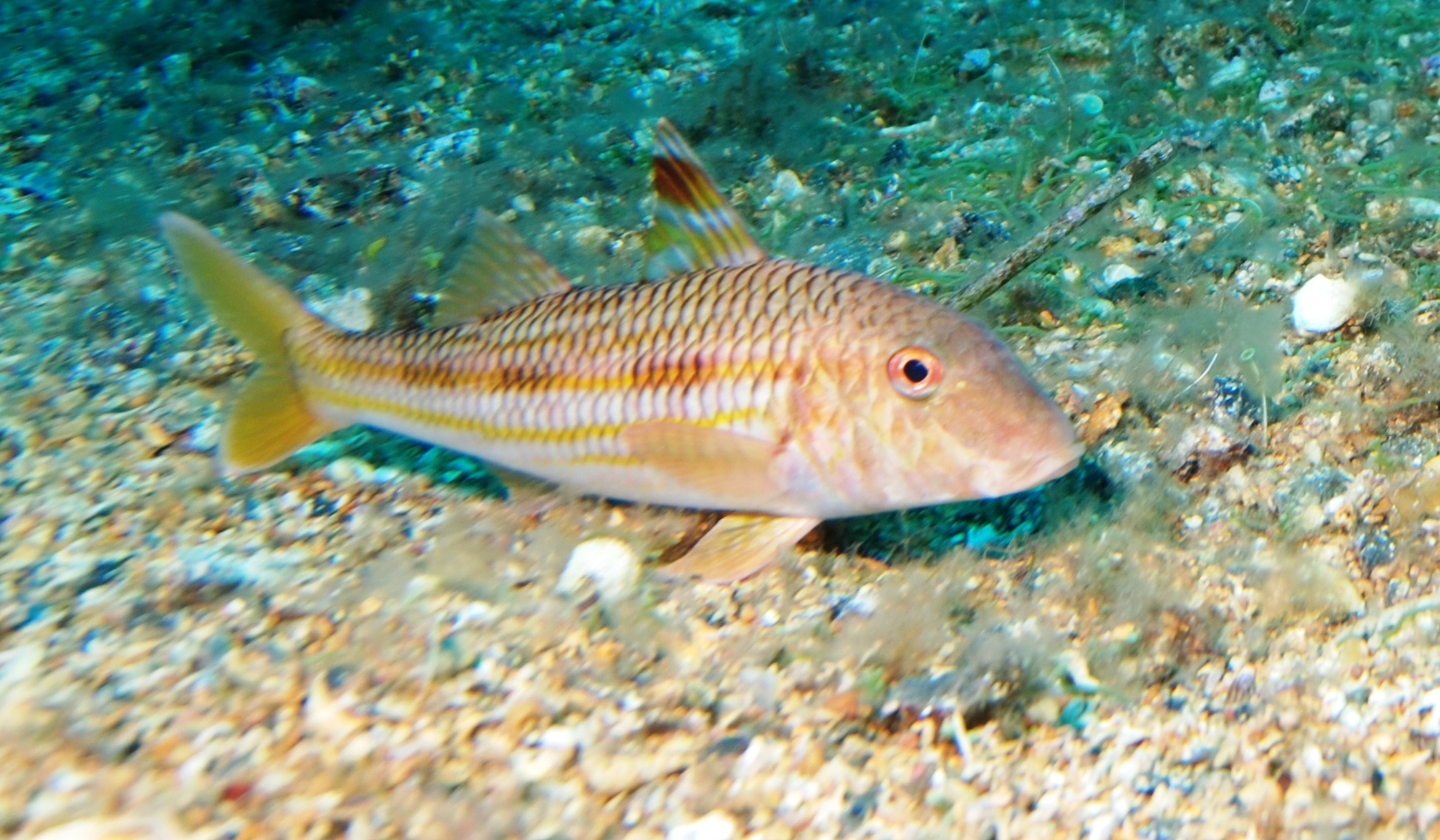
parmice pruhovaná

- pražma drsná (Taractes asper), host.
- pražma skrytoploutvá (Pterycombus brama)
- mořčák evropský (Dicentrarchus labrax)
- parmice nachová (Mullus barbatus)
- parmice pruhovaná (Mullus surmuletus)
- smuha královská (Argyrosomus regius)
- očnatec štíhlý (Boops boops)
- zubatec marocký (Dentex maroccanus)
- růžicha stříbřitá (Pagellus acarne)
- růžicha šedá (Pagellus bogaraveo)
- růžicha červená (Pagellus erythrinus)
- očnatec obecný (Sarpa salpa)
- mořan zlatý (Sparus aurata)
- mořan tmavý (Spondyliosoma cantharus)
- štítovec lodní (Remora remora), host.
- lodivod mořský (Naucrates ductor), host.
- vidlatka skvrnitá (Trachinotus ovatus)
- kranas obecný (Trachurus trachurus)

### Hlaváčovití
- hlaváč průsvitný (Aphia minuta)

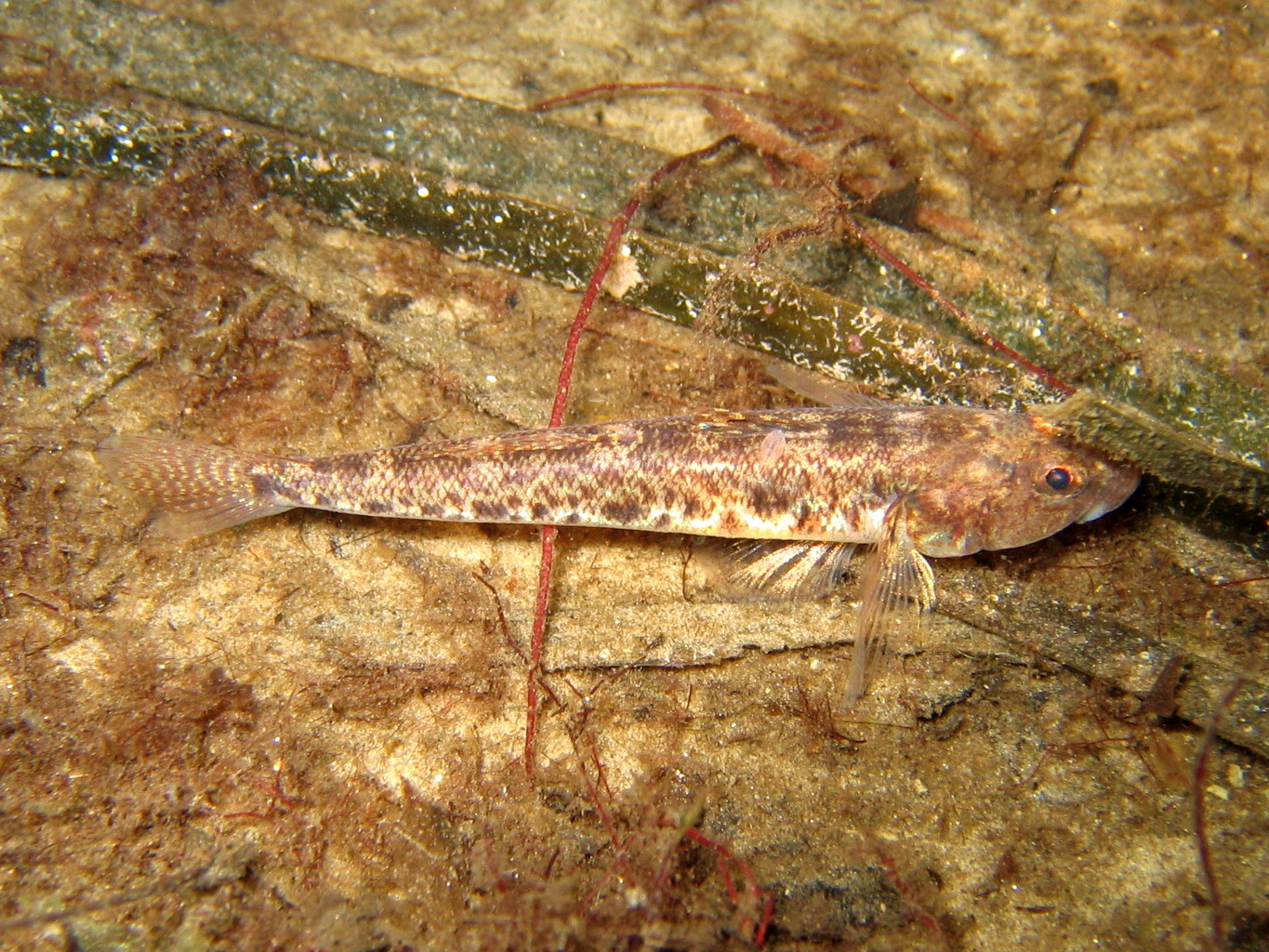
hlaváč obecný

- buenie východoatlantská (Buenia jeffreysii)
- hlaváč Nilssonův (Crystallogobius linearis)
- hlaváč černý (Gobius niger)
- hlaváč žlutavý (Gobiusculus flavescens)
- hlaváč Friesův (Lesueurigobius friesii)
- hlaváč lozanský (Pomatoschistus lozanoi)
- hlaváč obecný (Pomatoschistus microps)
- hlaváč malý (Pomatoschistus minutus)
- hlaváč skvrnitý (Pomatoschistus pictus)
- hlaváč sedlatý (Thorogobius ephippiatus)

### Slizounovitíavřeténkovití
- slizoun skvrnitý (Lipophrys pholis)
- vřeténka pestrá (Callionymus lyra)
- vřeténka skvrnitá (Callionymus maculatus)
- vřeténka síťkovaná (Callionymus reticulatus)

### Pyskounovití

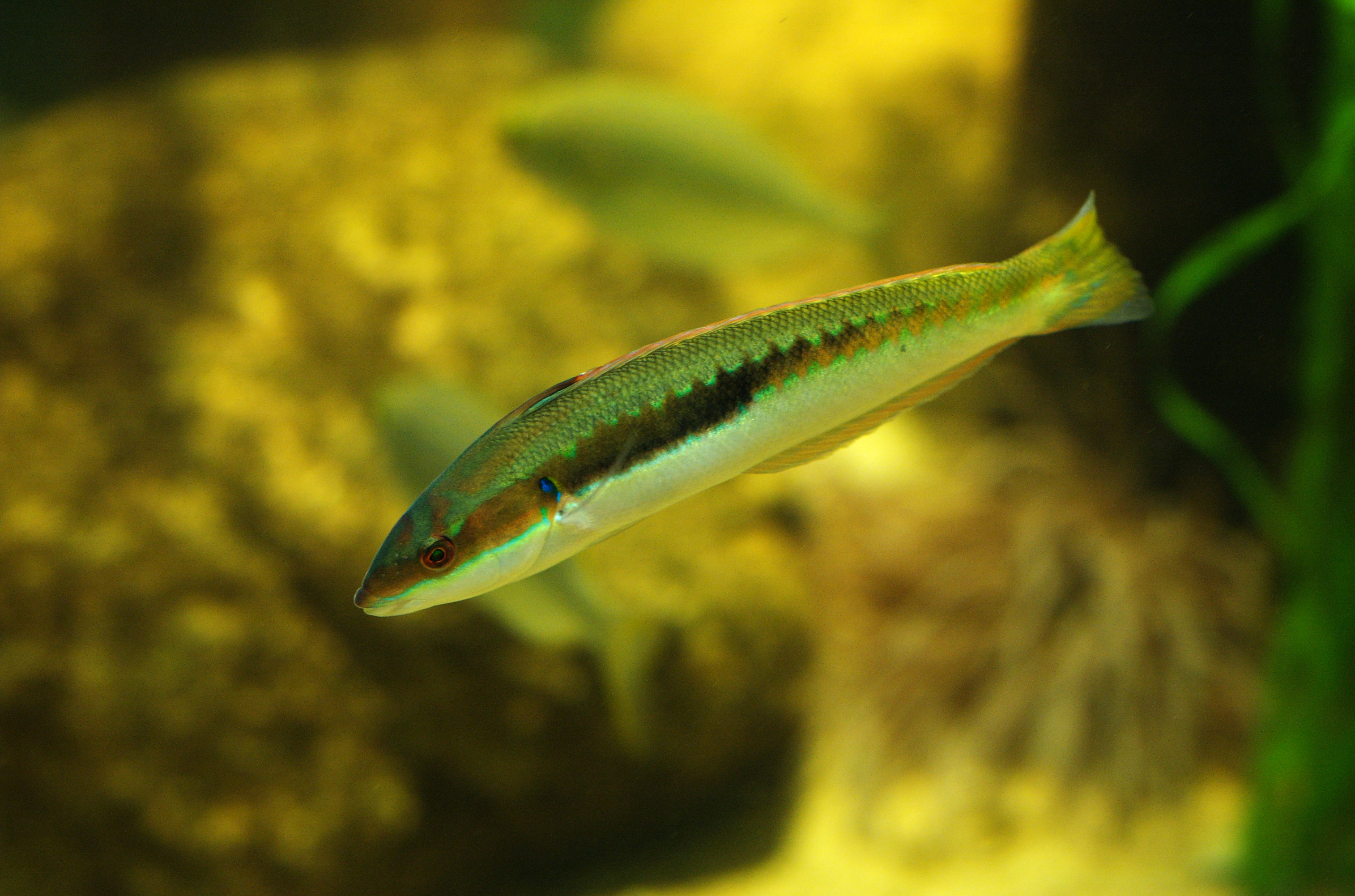
kněžík duhový

- pyskoun nenápadný (Centrolabrus exoletus)
- kněžík duhový (Coris julis)
- ježdík skalní (Ctenolabrus rupestris)
- pyskoun skvrnitý (Labrus bergylta)
- pyskoun kukaččí (Labrus mixtus)
- pyskoun proměnlivý (Symphodus melops)

### Scombroidei

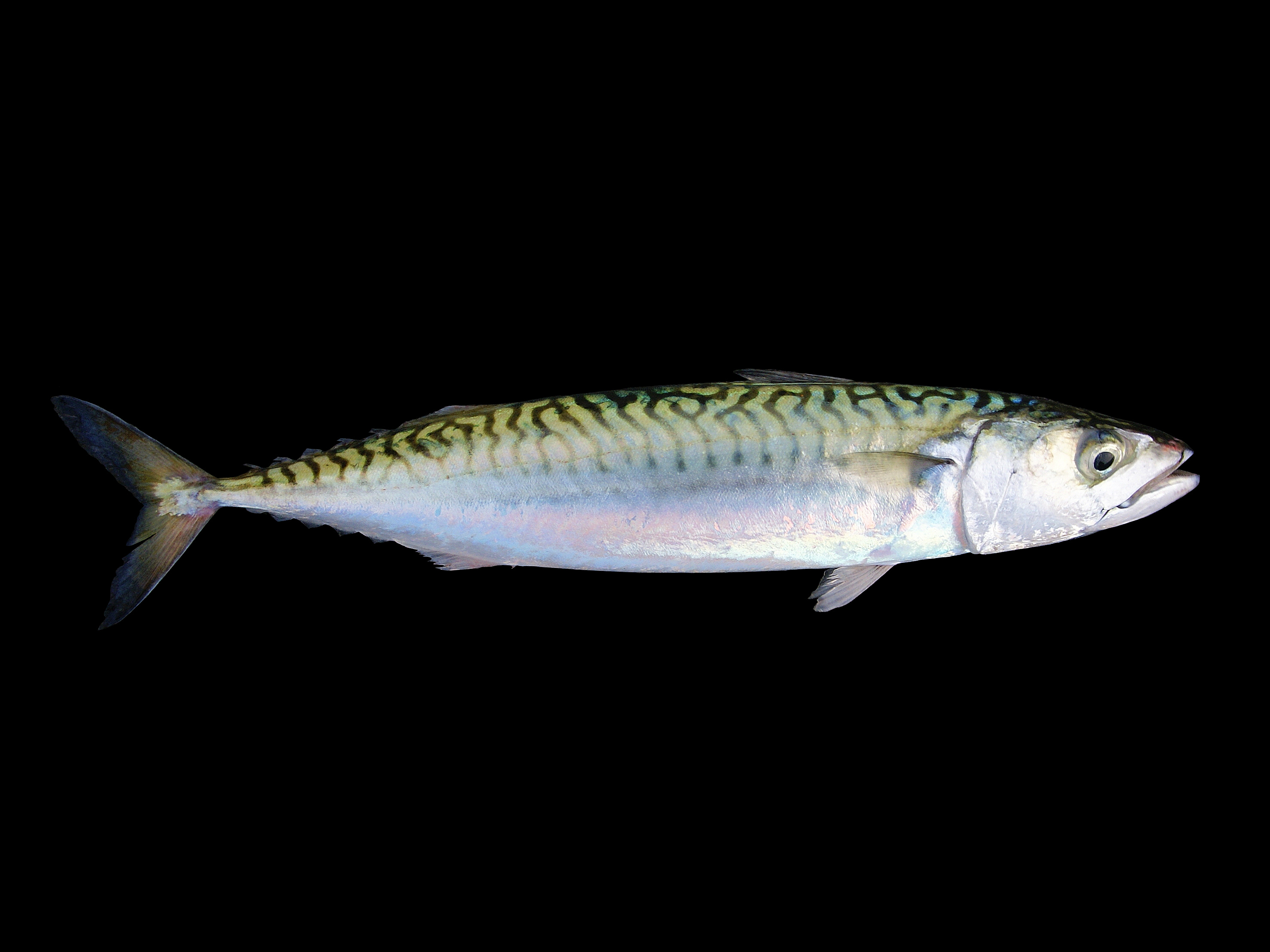
makrela obecná

- tuňák malý (Euthynnus alletteratus)
- tuňák pruhovaný (Katsuwonus pelamis)
- tuňák jednobarvý (Orcynopsis unicolor)
- pelamida obecná (Sarda sarda)
- makrela obecná (Scomber scombrus)
- tuňák obecný (Thunnus thynnus)
- mečoun obecný (Xiphias gladius)

### Trachinoidei
- smaček mořský (Ammodytes marinus)

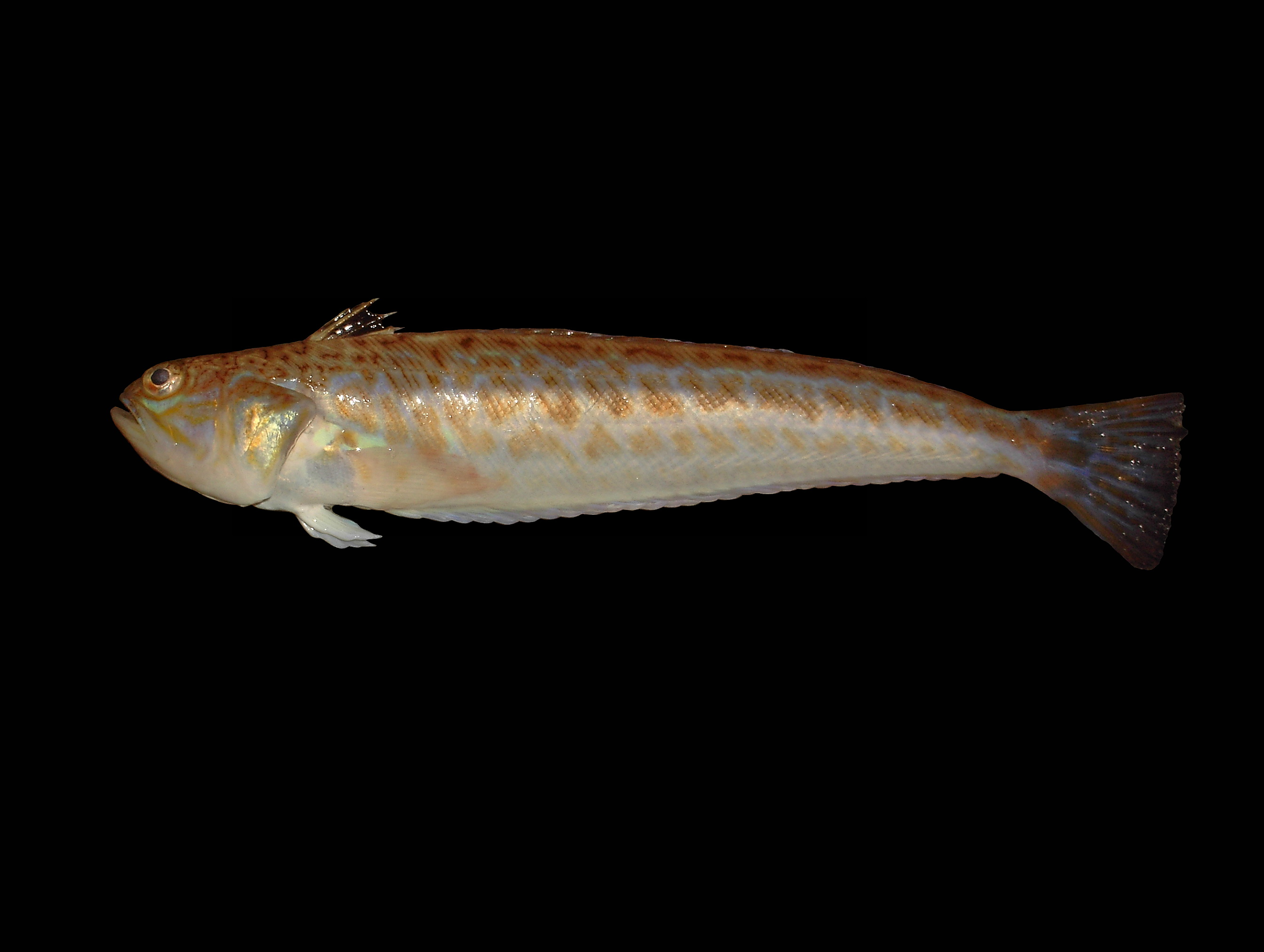
ostnatec velký

- smaček písečný (Ammodytes tobianus)
- smaček poloošupený (Gymnammodytes semisquamatus)
- smaček neskvrněný (Hyperoplus immaculatus)
- smaček velký (Hyperoplus lanceolatus)
- vlkouš obecný (Anarhichas lupus)
- ostnatec zmijí (Echiichthys vipera)
- ostnatec velký (Trachinus draco)

### Platýsi

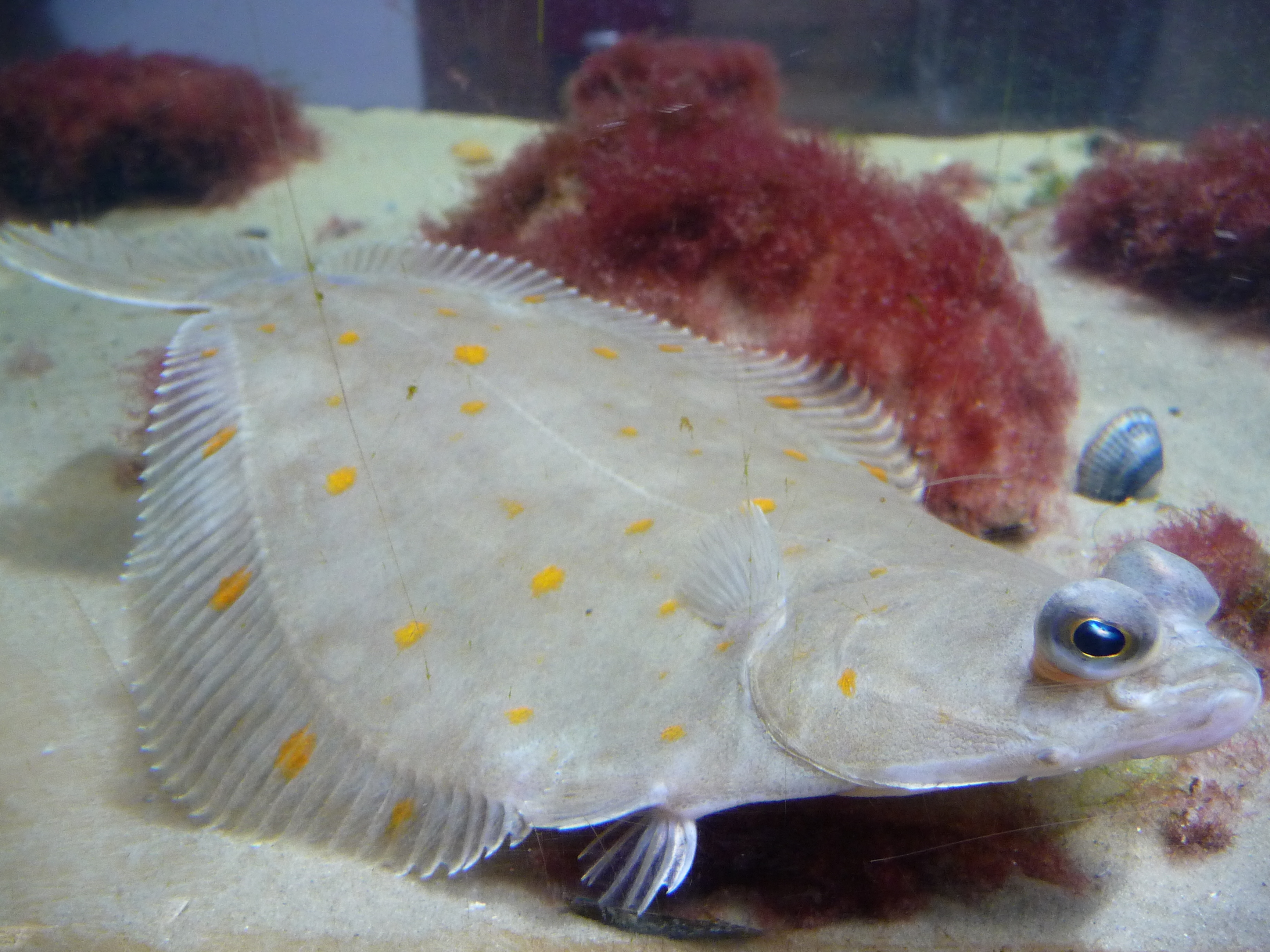
platýs velký

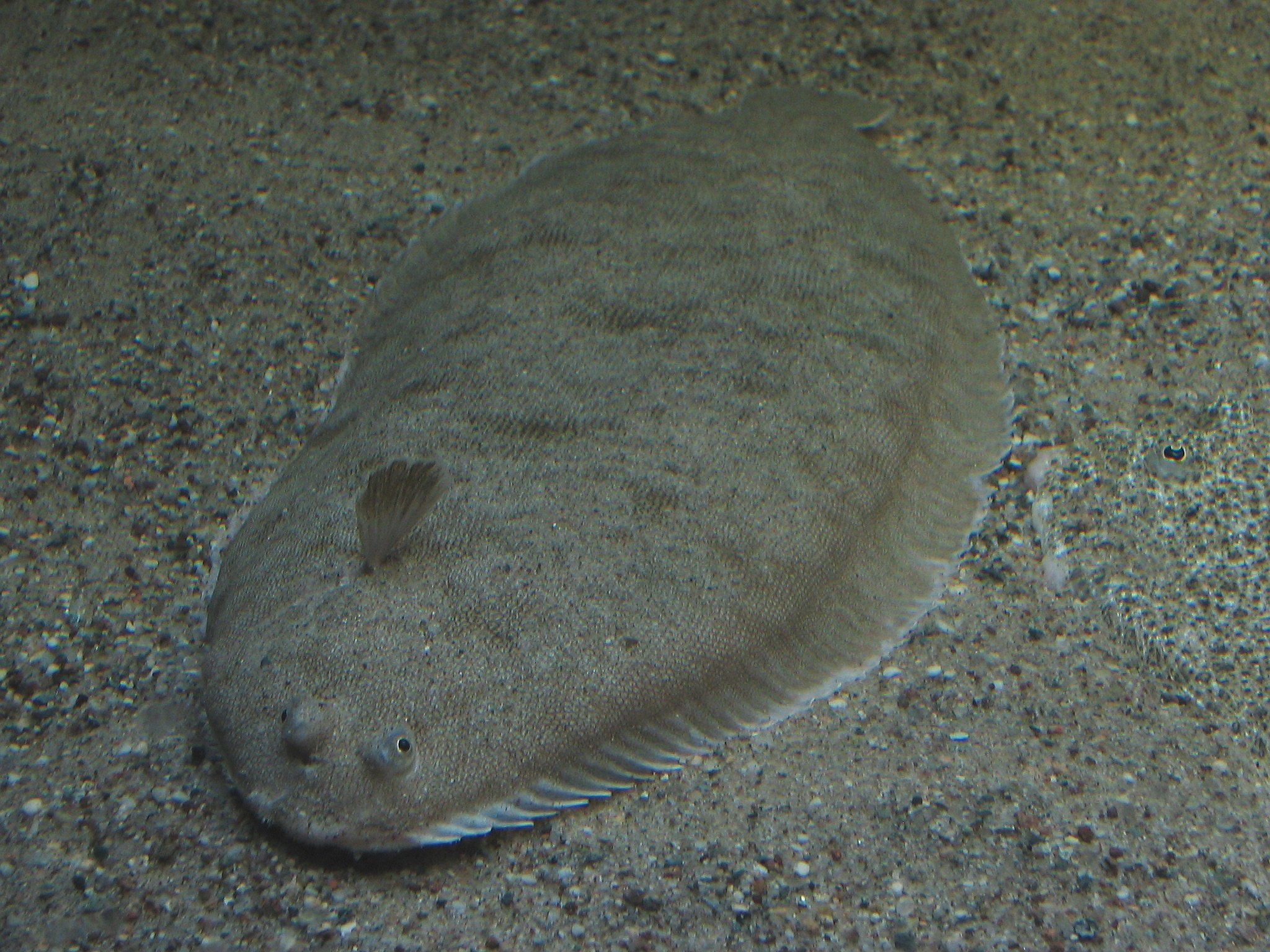
jazyk obecný

- kambala štíhlá (Arnoglossus laterna)
- platýs protažený (Glyptocephalus cynoglossus)
- platýs atlantský (Hippoglossoides platessoides)
- platýs obecný (Hippoglossus hippoglossus)
- platýs limanda (Limanda limanda)
- platýs červený (Microstomus kitt)
- platýs bradavičnatý (Platichthys flesus)
- platýs velký (Pleuronectes platessa)
- pakambala průsvitná (Lepidorhombus whiffiagonis)
- pakambala norská (Phrynorhombus norvegicus)
- pakambala velká (Psetta maxima)
- pakambala kosočtverečná (Scophthalmus rhombus)
- pakambala tečkovaná (Zeugopterus punctatus)
- jazyk žlutavý (Buglossidium luteum)
- jazyk proměnlivý (Microchirus variegatus)
- jazyk obecný (Solea solea)

### Čtverzubci
- měsíčník svítivý (Mola mola)
- měsíčník protáhlý (Ranzania laevis), vzácný host.

### Další
- bolen dravý (Aspius aspius), ústí řek.
- jehlička Drummondova (Echiodon drummondii)
- pilonoš červený (Beryx decadactylus)
- drsnatec obecný (Capros aper), Skagerrak.